# Club Hello! Trance Remix
Albums de le Hello! Project
Petit Best 2 ~3, 7, 10~
(2001) Petit Best 3
(2002)
Club Hello! Trance Remix (écrit : CLUB Hello! TRANCE REMIX ), est un album de remix de chansons de Morning Musume et de divers artistes du Hello! Project liés.
L'album sort le 30 octobre 2002 au Japon sous le label zetima. Il atteint la 6e place du classement de l'Oricon, et reste classé pendant sept semaines.
Il contient des versions remixées dans le genre trance de titres du groupe Morning Musume et de ses sous-groupes (Tanpopo, Petit Moni, Mini Moni), ainsi que d'un titre de la soliste Maki Goto qui venait tout juste de le quitter, pour la plupart sortis en singles dans leur version originale, écrits et produits par Tsunku. 

## Participantes
Sur certains titres uniquement : Yūko Nakazawa • Aya Ishiguro • Kaori Iida • Natsumi Abe • Asuka Fukuda • Kei Yasuda • Sayaka Ichii • Mari Yaguchi • Maki Gotō • Rika Ishikawa • Hitomi Yoshizawa • Nozomi Tsuji • Ai Kago • Ai Takahashi • Risa Niigaki • Asami Konno • Makoto Ogawa • Mika (de Coconuts Musume, avec Mini Moni)

## Liste des titres
| 1.  | The Peace! (Trance Remix) (ザ☆ピ～ス! ...)                                    | Morning Musume |  |
| 2.  | Mini Moni Jankenpyon! (Trance Remix) (ミニモニ。ジャンケンぴょん! ...)        | Mini Moni      |  |
| 3.  | Last Kiss (Trance Remix) (ラストキッス ...)                                   | Tanpopo        |  |
| 4.  | Chokotto Love (Trance Remix) (ちょこっとLOVE ...)                             | Petit Moni     |  |
| 5.  | Dance Suru no da! (Trance Remix) (DANCEするのだ!) (de 3rd -Love Paradise-)    | Morning Musume |  |
| 6.  | Pittari Shitai X'mas! (Trance Remix) (ぴったりしたいX'mas ...)                | Petit Moni     |  |
| 7.  | Furusato (Trance Remix) (ふるさと ...)                                        | Morning Musume |  |
| 8.  | Ikimasshoi! (Trance Remix) (いきまっしょい! ...) (de l'album 4th Ikimasshoi!) | Morning Musume |  |
| 9.  | Koi wo Shichaimashita! (Trance Remix) (恋をしちゃいました! ...)               | Tanpopo        |  |
| 10. | Love Machine (Trance Remix) (LOVEマシーン ...)                                | Morning Musume |  |
| 11. | Renai Revolution 21 (Trance Remix) (恋愛レボリューション21 ...)               | Morning Musume |  |
| 12. | Te wo Nigitte Arukitai (Trance Remix) (手を握って歩きたい ...)                | Maki Goto      |  |
| 13. | Daite Hold On Me! (Trance Remix) (抱いてHOLD ON ME! ...)                      | Morning Musume |  |
| 14. | Do it! Now (Trance Remix)                                                     | Morning Musume |  |
| 15. | Mini Moni Hina Matsuri! (Trance Remix) (ミニモニ。ひなまつり! ...)            | Mini Moni      |  |